# Raffaele Carelli
Pour les articles homonymes, voir Carelli.
Raffaele Carelli (Martina Franca, 1795 – Naples, 1864) est un peintre italien qui fut actif au XIXe siècle.

## Biographie
Raffaele Carelli, fils d'un modeste peintre, débuta comme apprenti à Naples auprès de Raffaello Ciappa qui était restaurateur de tableaux. 
Au cours des années 1815-1820, il a étudié la peinture à l'Académie de Naples auprès de Wilhelm Jakob Huber (1787–1871). 
Il se signala par ses peintures de paysages, scènes de genre et portraits et rejoignit l'École du Pausilippe. 
En 1830, il fut nommé professeur honoraire à l'Institut royal des beaux-arts de Naples.
En 1839, il accompagna le duc de Devonshire, il effectua un voyage en Orient et visita la Grèce, Constantinople, l'Asie Mineure et la Sicile et y réalisa des aquarelles. 
L'année suivante, il ouvrit une école privée de peinture. Par la suite, il abandonna progressivement la création artistique et se consacra au commerce de tableaux anciens et à l'expertise artistique.
Raffaele Carelli est le père de Gabriele Carelli (1820 - 1900) et de Consalvo Carelli (1818-1900), ainsi que le grand-père de Giuseppe Carelli (1858 - 1921) et de Conrad Hector Raffaele Carelli (1866-1956), tous peintres.

## Œuvres
- La dolce vita (1829), Naples.
- Tarantella allo Scoglio di Frisio (1830).
- Scoglio d'Amalfi con il convento dei Cappuccini (1829).
- Veduta di Casamicciola (1838), Ischia.
- Vue de Naples depuis le château de Vigliena,
- Caravane de chameaux au repos,
- Jérusalem vue de Loin,

Pinacothèque Comunale di Giulianova :
- Il porto di Pozzuoli
- Portrait de Hartley
- Le Précepteur R. Aurino
- Portrait
- Portrait de Fortunata Carelli
- Portrait de Gonsalvo Carelli
- Vénus
- Le Port de Castellamare

## Sources
- x